# Aurore Auteuil
Aurore Auteuil (1980) é uma atriz francesa. É filha de Daniel Auteuil.